# 原甲酸三乙酯
原甲酸三乙酯是一种原酸酯化合物，结构式HC(OC2H5)3。

## 性质
无色透明澄清有刺激性气味的液体。微溶于水且遇水分解；与乙醇、乙醚混溶。低毒。

## 制备
由乙醇钠与氯仿於60～65°C下进行反应，再经分馏精制而得。
{\displaystyle \ 3C_{2}H_{5}ONa+CHCl_{3}\rightarrow CH(OC_{2}H_{5})_{3}+3NaCl}

## 用途
用作医药中间体，例如制取抗疟药氯喹、喹哌。也用作照相药剂原料和 Bodroux-Chichibabin 醛合成中的试剂。